# プレスティーネ
プレスティーネ（イタリア語: Prestine）は、イタリア共和国ロンバルディア州ブレシア県ビエンノにある分離集落（フラツィオーネ）。
かつては独立した自治体（コムーネ）であったが、2016年4月23日、ビエンノに編入された。

## 地理

### 位置・広がり

#### 隣接コムーネ
コムーネとしてのプレスティーネは、以下のコムーネと隣接していた。
- バゴリーノ
- ビエンノ
- ブレーノ
- ニアルド